# Taxithelium nepalense
Taxithelium nepalense är en bladmossart som beskrevs av Brotherus 1899. Taxithelium nepalense ingår i släktet Taxithelium och familjen Sematophyllaceae. Inga underarter finns listade i Catalogue of Life.